# Pギンギラパラダイス 夢幻カーニバル
『Pギンギラパラダイス 夢幻カーニバル』（ピーギンギラパラダイス むげんカーニバル）は、2021年4月19日にサンスリーから発売されたデジパチ・羽根モノ混合タイプのパチンコ。
2021年5月10日にはライトタイプが、2022年2月7日には遊パチタイプがそれぞれ発売された。

## 機種一覧
| 名称                                         | 発売          |
| -------------------------------------------- | ------------- |
| Pギンギラパラダイス 夢幻カーニバル 319ver.   | 2021年4月19日 |
| Pギンギラパラダイス 夢幻カーニバル 199ver.   | 2021年5月10日 |
| PAギンギラパラダイス 夢幻カーニバル 強99ver. | 2022年2月7日  |

## 概要
『CRギンギラパラダイス クジラッキーと砂漠の国』の後継機。前作より5年ぶりの発売となった。台枠は本機種専用のクロスブレイドが搭載されている。本作で9代目ミスマリンちゃん（桃衣香帆、御子柴かな、宮本りお）がデビューした。
通常時は左打ちで消化し、大当たりラウンド中やラッシュ中は右打ちで消化する。

## 図柄
- 1. タコ
- 2. ハリセンボン
- 3. カメ
- 4. サメ
- 5. エビ
- 6. アンコウ
- 7. シュゴン
- 8. エンゼルフィッシュ
- 9. カニ
- 裏4. サメ
- クジラッキー
- 夢幻カサゴ

夢幻カサゴは本作で初登場の図柄。カーニバルラッシュ中に出現する場合があり、中段に停止すると夢幻カーニバルラッシュに突入する。

### 大当たり表示とラウンド数
| 型式 | 型式     | GREAT LUCKY                | SUPER LUCKY               | LUCKY                    |
| ---- | -------- | -------------------------- | ------------------------- | ------------------------ |
| HTK  | HTK      | 10R                        | 6R                        | 4R                       |
| HCA  |          | 10R                        | 6R                        | 4R                       |
| HBA  | 上始動口 | 10R                        | 7R                        | 5R                       |
| HBA  | 下始動口 | 10R（時短296回+残保留4個） | 10R（時短45回+残保留4個） | 5R（時短45回+残保留4個） |

## モード
ギンパラモード
シンプルなモード。
ブラジルモード
ミニキャラによるステップアップ予告とボタンを使用する演出が搭載されたモード。
『CRスーパー海物語』のハワイモードが基になっている。
ハイビスカスモード
ボタン演出と一発告知が融合したモード。
『CRスーパー海物語 IN 沖縄4』のハイビスカスモードをブラジル風にしたものになっている。

## 予告演出
予告なし
リーチ成立直後に演出が起こらないこと。ノーマルリーチ発展濃厚となる。
泡予告
リーチ成立直後に画面下部から泡が発生する演出。スーパーリーチに発展する可能性がある。
大泡予告
リーチ成立直後に画面下部から通常よりも大きな泡が発生する演出。ノーマルリーチ発展濃厚となり、大当たりまたは半コマズレのハズレとなる（半コマズレ停止でも再始動する場合がある）。スーパーリーチに発展した場合は、法則崩れにより大当たり濃厚となる。
魚群予告
リーチ成立直後に画面右側から魚群が通過する演出。期待度が高い演出であり、スーパーリーチ発展濃厚となる。ノーマルリーチに発展した場合は、法則崩れにより大当たり濃厚となる。
カーニバル魚群
サンバ衣装を身に付けた魚群が出現する演出。出現タイミングや動きはさまざまはバリエーションがある。
ギンギラチェンジ
リーチ成立後にギンギラミラーが出現する演出。出現後は偶数図柄が奇数図柄に変化する場合や、泡予告が魚群予告に変化する場合がある。
サンライズボタン予告
筐体のボタンが飛び出し、プッシュを促される演出。
クジラッキーホイッスルアイテム予告
ブラジルモード専用演出。
画面中心にクジラッキーホイッスルに関連するアイテムが出現する演出。
クジラッキーホイッスル停止予告
ブラジルモード専用演出。
変動停止前にクジラッキーホイッスルが動く演出。発生するとチャンス目またはリーチが成立する。
クジラッキーホイッスルフラッグ予告
ブラジルモード専用演出。
画面中心に旗が出現する演出。
ミニキャラステップアップ予告
ブラジルモード専用演出。
画面下部にミニキャラが最大5人出現する演出。ミニキャラの衣装で期待度が変化する。ステップ3で5人になるとスーパーリーチ発展濃厚となる。5人目のミニキャラにはマリンやワリンが登場する場合もある。
フルーツ姫ステップアップ予告
ブラジルモード専用演出。
変動中にフルーツ姫が出現する演出。リーチが成立するとボタンプッシュを促され、ボタンを押すとホイッスル音が鳴る。
テンパイ煽り予告
カーニバルラッシュ専用演出。
上段図柄停止後に下段図柄煽りが発生する演出。
楽曲テンパイ煽り予告
カーニバルラッシュ専用演出。
変動中に変動中に「Livin' La Vida Loca」が流れ、上段図柄停止後に下段図柄煽りが発生する演出。リーチ成立で大当たり濃厚となる。下段図柄がハート目になっている場合はリーチ成立の期待度が高くなる。
3図柄揺らぎあおり予告
カーニバルラッシュ専用演出。
変動中に3つの図柄が揃うかのような煽りが発生する演出。

## 保留先読み予告
図柄前兆予告
チャンス目（同一図柄が非テンパイ形で液晶画面内に3つ停止）が停止する演出。連続するほど期待度が高くなる。3回連続で発生するとリーチ成立濃厚となる。
変動開始順予告
図柄が別々に変動を開始する演出。ハイビスカスモード中は図柄が拡大すると期待度が高くなる。
保留点滅予告
入賞時や保留消化時に保留ランプが点滅する演出。
違和感演出
通常時とは異なる演出。変動開始時にBGMが遅れて始まる場合や、ハイビスカスの動きに対する効果音がずれているなどがある。
背景変化予告
ギンパラモード専用演出
変動中の背景がさまざまな変化が起こる演出。変動中に海面が光る、海流が発生する、画面下部から細かい泡が発生するなどが発生する。
背景キャラ通過予告
ギンパラモード専用演出。
変動中にキャラクターが通過する演出。タツノオトシゴ（1匹または3匹）、ハリセンボン（1匹または3匹）、ピラルク、クジラ、スイミー、クジラッキー、サム、潜水艦が出現する。タツノオトシゴ3匹、ハリセンボン3匹、ピラルクが出現するとリーチ成立濃厚となる。クジラ、スイミー、クジラッキー、サム、潜水艦の場合は大当たり濃厚となる。
クジラッキーホイッスル役物予告
ブラジルモード専用演出。
筐体左側にあるクジラッキー役物がホイッスルの音とともに動き出す演出。
クジャク通過予告
ブラジルモード専用演出。
変動中にオスのクジャクが出現する演出。クジャクが羽根を広げると期待度が高くなる。
変動音またぎ予告
ブラジルモード専用演出。
次変動開始時に1つ前の変動音の続きが流れる演出。
カーニバルゾーン
ブラジルモード専用演出。
ボタンプッシュなどから突入するチャンスゾーン。
リーチ連続予告
ブラジルモード及びハイビスカスモード専用演出。
リーチ成立直後に中段の図柄が止まる擬似連演出。
ハイビスカス揺れ変化予告
ハイビスカスモード専用演出。
画面上部にある2つのハイビスカスが揺れる演出。揺れが大きいほど期待度が高くなる。
告知鳥予告
ハイビスカスモード専用演出。
画面中央に青い鳥が発生する演出。鳥が花の蜜を吸ったら一発告知が発生する。
時間帯変化予告
ハイビスカスモード専用演出。
背景の時間帯が昼から別の時間帯に変わる演出。夕方、夜（三日月）、夜（満月）の順番に期待度が高くなる。
背景滝変化予告
ハイビスカスモード専用演出。
背景が滝の景色に変わる演出。テンパイ成立で神秘の滝リーチに発展する。
タイムブレイク予告
ハイビスカスモード及びラッシュ中専用演出。
画面が白黒になって突如フリーズする演出。画面タッチが出現すれば期待度が高くなる。
カサゴシルエット予告
カーニバルラッシュ専用演出。
画面中央に夢幻カサゴのシルエットが出現する演出。
カサゴ顔出し予告
カーニバルラッシュ専用演出。
画面右側に夢幻カサゴの顔が出現する演出。飛び出せばカサゴ煽りに発展する。
入賞時魚群スタンバイ予告
カーニバルラッシュ専用演出。
保留入賞時に画面右側に魚群のシルエットが浮かび上がったカーテンが出現する演出。
サンバ連続予告
カーニバルラッシュ専用演出。
順目や逆順目が停止するたび変動が加速する演出。図柄の目が炎目になると期待度が高くなる。
シルエット予告
カーニバルラッシュ専用演出。
画面中央にマリンのシルエットが出現する演出。シルエットが大きくなるほど期待度が高くなる。ワリンやウリンが出現した場合も期待度が高くなる。
ビジョンバックあおり予告
カーニバルラッシュ専用演出。
変動中の画面にミニビジョンが出現する演出。
カットイン予告
カーニバルラッシュ専用演出。
変動中の画面にサンバ衣装のマリンがカットインされる演出。ワリンやウリンがカットインされた場合は期待度が高くなる。

## チャンスボタン演出
ブレーキアクション
リーチ後から図柄停止までの間にボタンを押すと変動中の中段図柄が反応しブレーキアクションをする。中段図柄の目が大きくなると期待度がやや高くなる。炎目になると期待度がさらに高くなり、ハート目になると奇数図柄での大当たり濃厚となる。
奇数昇格演出
偶数図柄が揃い奇数図柄に昇格する場合に、奇数昇格演出が発生した直後にボタンを押すと9代目ミスマリンちゃんがカットインされる演出。
図柄アクション予告
リーチが成立した際に画面をタッチまたは十字キーの中央ボタンを押すと図柄が動き、アイコンを表示させる演出。アイコンは星、エクスクラメーションマーク、音符、ハートの4種類があり、音符の場合はスーパーリーチ発展濃厚（ノーマルリーチに発展した場合は大当たりまたは半コマズレ）、ハートの場合は大当たり濃厚となる。

## リーチ演出
ノーマルリーチ
特に何も起こらないリーチ演出。期待度は低い。シングルリーチ及びダブルリーチのどちらからも発展する。通常時に半コマズレ停止をすると再始動が発生する可能性が高くなっている。ラッシュ中は期待度が高くなっており、大当たりまたは半コマズレのハズレとなる（半コマズレ停止でも再始動する場合がある）。
珊瑚礁リーチ
ギンパラモード専用演出。
シングルリーチから発展し、画面下部から珊瑚礁が出現する演出。珊瑚礁が高いと期待度が高くなる。
リズミカルリーチ
ブラジルモード専用演出。
シングルリーチから発展し、画面下部からサンバを踊る女性の像が出現する演出。音符の色は基本緑色だが、ピンク色が出現すると期待度が高くなる。
催眠リーチ
ギンパラモード専用演出。
シングルリーチから発展し、図柄が催眠術にかかっている演出。波紋の間隔が狭いと期待度が高くなる。
サンバリーチ
ブラジルモード専用演出。
シングルリーチから発展し、カラフルが羽根が舞う演出。
マリンちゃんリーチ
ギンパラモード及びブラジルモード専用演出。
ダブルリーチから発展し、画面上部からマリンが登場する演出。期待度は予告により変化する。
ワリンリーチ
ブラジルモード専用演出。
サーフィンをしているワリンが出現する演出。
カーニバルリーチ
ブラジルモード専用演出。
キャラクターがサンバを踊りながら出現する演出。主にカーニバルゾーンから発展する。マリン、ワリン、ウリン、サムの順番で期待度が高くなる。
ハイビスカスリーチ
ハイビスカスモード専用演出。
ハイビスカスの花びらが舞いながら左右のハイビスカスが揺れる演出。ボタンプッシュを促す演出が出現すれば期待度が高くなる。
神秘の滝リーチ
ハイビスカスモード専用演出。
画面中央に滝が出現する演出。蝶の動き方や色で期待度が変化する。
サイクロンリーチ
カーニバルラッシュ専用演出。
サイクロンが発生し図柄が渦状に回転する演出。ボタン長押しを促され、長押しして離した時にスペシャル魚群が出現すると大当たり濃厚となる。
カーニバルチャレンジ
3・4・1図柄が停止した場合や、ノーマルリーチやスーパーリーチが止まらない場合に発生する。ボタンプッシュを促される。
ウリンVivaチャレンジ
左上・右上・中央・左下・右下の順にハリセンボン・タコ・カメ・サメ・エビが停止すると発生する。ウリンが登場しボタンを長押しするよう促される。長押ししてVivaの文字が完成したら大当たりとなる。

## プレミアム演出
泡系プレミアム
泡予告に関するプレミアム演出。数種類存在する。
クジラッキー泡
クジラッキーが入った泡が出現する演出。
ミスマリン泡
9代目ミスマリンちゃんが入った泡が出現する演出。
メガ泡
大泡よりさらに大きい泡が出現する演出。
魚群系プレミアム
魚群予告に関するプレミアム演出。数種類存在する。
赤魚群
赤魚群（実際には赤色と紫色が混ざったような魚群）が出現する演出。後述のサム系プレミアムに発展する。
ぎっしり魚群
画面の背景が見えなくなるほどの魚群が出現する演出。
メガ魚群
巨大な魚の群れが出現する演出。
スロー魚群
魚群が通常よりも遅い動きで流れる演出。
クジラッキー&クジラブリー群
魚群の代わりにクジラッキーとクジラブリーの群れが出現する演出。
サム系プレミアム
各スーパーリーチ中にサムが出現すれば奇数図柄での大当たりが濃厚となる。
マッスル珊瑚礁リーチ
ギンパラモード専用演出。
シングルリーチから発展する。珊瑚礁リーチが発生した際に、サムが画面下部から珊瑚礁を持ち上げて登場する。
ダイビングリーチ
ギンパラモード専用演出。
シングルリーチから発展する。催眠リーチが発生した際に、画面右側からサムが泳いで登場する。
マッスルリズミカルリーチ
ブラジルモード専用演出。
シングルリーチから発展する。リズミカルリーチが発生した際に、サムが画面下部からサンバを踊る女性の像を持ち上げて登場する。
サンバサムリーチ
ブラジルモード専用演出。
シングルリーチから発生する。サンバリーチが発生した際に、サムが画面上に出現する演出。
ポージングリーチ
ギンパラモード及びブラジルモード専用演出。
ダブルリーチから発展し、マリンの代わりにサムが画面上部から登場する。
ボイスプレミアム
変動開始時などにマリン、ワリン、ウリン、サム、9代目ミスマリンちゃんのいずれかのボイスが流れる演出。
ミスマリン全回転
背景に9代目ミスマリンちゃんの映像が流れて全回転が発生する演出。「Livin' La Vida Loca」が流れる。
ビタ止まり
リーチ成立中に中段の図柄が壁にぶつかったかのように停止して大当たりになる演出。
入れ替わりプレミアム
6図柄の数字が反転して9図柄に変化する演出。3つのパターンがある。
中図柄回転
9図柄のシングルリーチの際に中段に6図柄が停止して、中段の6図柄の数字が反転して9図柄に変化して大当たりになる演出。
上下図柄回転
6図柄のシングルリーチの際に中段に9図柄が停止して、上段と下段の6図柄の数字が反転して9図柄に変化して大当たりになる演出。
リーチ図柄回転
6図柄のシングルリーチの際に発生し、上段と下段の数字が反転して9図柄のリーチに変化する。

## その他演出
再始動
リーチが外れた際に、中段図柄が再び動き出して大当たりになる演出。ダブルリーチで発生した場合は奇数図柄での大当たりとなる。
昇格スクロール
偶数図柄で大当たりした直後に、図柄が高速に動き出して奇数図柄に昇格する演出。
マリンちゃん2段階
マリンちゃんリーチで偶数図柄が揃った直後、マリンが掛け声とともに中段図柄をビンタして再始動が起き、もう片方のリーチ図柄である奇数図柄揃いの大当たりになる演出。
ロングリーチ
ノーマルリーチやスーパーリーチが止まらず長く変動し続ける演出。この演出が発生すると大当たり濃厚となる。
法則崩れ
さまざまな予告で発生する。予告なしからスーパーリーチに発展する、魚群予告からノーマルリーチに発展する、大泡予告からスーパーリーチに発展するなどがあり、発生すると大当たり濃厚となる。
3・4・1図柄停止
中央列に3・4・1図柄が停止する演出。発生するとカーニバルチャレンジに発展する。

## 大当たりラウンド演出

### 大当たりラウンド突入前
V入賞演出
図柄が揃った直後にV入賞を促される演出。V入賞すると、LUCKY、SUPER LUCKY、クジラッキー図柄のいずれかが出現する。クジラッキー図柄が出現すると10ラウンド大当たりに昇格となる。

### 大当たりラウンド中
10ラウンド告知演出
大当たりラウンド中にスペシャルVivaフラッシュが発生し10ラウンドに昇格する。
タッチ演出
大当たりラウンド中にタッチ演出が発生し、タッチすると保留内に10ラウンド大当たりが2個以上濃厚となる。
V STAND-BY演出
ラウンド中にボタンが飛び出す演出。

### 大当たりラウンド終了後
金魚群
大当たりラウンド終了後のエンディング画面で金魚群が出現する演出。保留内で奇数図柄揃いの大当たりが濃厚となる。

## ギンギラフラッシュ・スペシャルVivaフラッシュ
筐体上部にある一発告知の機能を果たす役物。大当たり濃厚となると発生する。
奇数図柄やクジラッキー図柄での大当たりの場合は上位演出であるスペシャルVivaフラッシュが発生する。ラッシュ中に発生した場合は10ラウンド大当たり濃厚となる。

## 大当たり・時短
1種2種混合機となっており、ヘソ入賞時と電チュー入賞時で大当たり確率が異なる。
初当たり（ヘソ入賞時の大当たり）時の大当たりラウンド終了後は、ギンギラタイム（319ver.と199ver.は時短30回+残保留4個、99ver.は時短15回+残保留4個）に突入する。ギンギラタイム中に電チュー入賞時の大当たりを獲得すると、大当たりラウンド終了後にカーニバルRush（319ver.と199ver.は時短80回+残保留4個、99ver.は時短45回+残保留4個）に突入する。カーニバルRush中に夢幻カサゴ図柄が停止すると、実質連荘濃厚の夢幻カーニバルRush（319ver.は時短10000回+残保留4個、199ver.は時短596階+残保留4個、99ver.は時短296回+残保留4個）に突入する。
199ver.と99ver.にはb時短（遊タイム）が搭載されている。199ver.は、通常確率時に599回消化すると夢幻カーニバルRush （時短759回+残保留4個）に突入する。99ver.は確率時に299回消化すると夢幻カーニバルRush （時短379回+残保留4個）に突入する。

## プレミアムラウンド
- 1回目：「GINPARA DREAM」
- 2連荘達成：Ricky Martinが歌う「Livin' La Vida Loca」
- 3連荘達成：「Samba De Janeiro」
- 4連荘達成：マリン&ワリンが歌う「VIVA!情熱カーニバル」
- 5連荘達成：マリン&サムが歌う「踊れ!セニョール!!セニョリータ!!!」
- 10連荘達成：マリンが歌う「めんそ〜れ おきうみ!」
- 15連荘達成：マリンが歌う「響け!ネオジャポニズム 〜日本全国Ver〜」

## スペック
| 特賞種別             | 特賞種別             | 1種2種混合 | 1種2種混合 | 1種2種混合 | 1種2種混合              |                         |
| 大当たり確率         | 通常時               | 1/319.7 | 1/199.8 | 1/99.9 |                         |                         |
| 大当たり確率         | 高確率時             | 1/49.5（大当たりと小当たりの合算）                                                                                             | 1/57.2（大当たりと小当たりの合算）                                                                                         | 1/37.9（大当たりと小当たりの合算）                                                                                         |                         |                         |
| タイプ               | タイプ               | ミドル | ライトミドル | 遊パチ |                         |                         |
| 賞球数               | 賞球数               | 1 & 3 & 4 & 2 & 15 | 1 & 3 & 4 & 2 & 14 | 1 & 2 & 3 & 9 |                         |                         |
| ラウンド・カウント数 | ラウンド・カウント数 | 10R or 6R or 4R・10C | 10R or 6R or 4R・10C | 10R or 7R or 5R・10C |                         |                         |
| 大当たりシステム     | 大当たりシステム     | 実質ロングST | 実質ロングST | 実質ロングST |                         |                         |
| Rush突入期待値       | Rush突入期待値       | 52/100（52%） | 50/100（50%） | 41/100（41%） |                         |                         |
| Rush継続期待値       | Rush継続期待値       | 85/100（85%） | 80/100（80%） | 77/100（77%） |                         |                         |
| 大当たりの内訳       | 上始動口             | 10R（時短80回+残保留4個）：1% 6R（時短30回+残保留4個）：50% 4R（時短80回+残保留4個）：3% 4R（時短30回+残保留4個）：46%         | 10R（時短80回+残保留4個）：1% 6R（時短30回+残保留4個）：45.5% 4R（時短80回+残保留4個）：8% 4R（時短30回+残保留4個）：45.5% | 10R（時短45回+残保留4個）：1% 7R（時短15回+残保留4個）：49% 5R（時短45回+残保留4個）：1% 5R（時短15回+残保留4個）：49%     |                         |                         |
| 大当たりの内訳       | 下始動口             | 10R（時短10000回+残保留4個）：12% 10R（時短80回+残保留4個）：63% 4R（時短10000回+残保留4個）：3% 4R（時短80回+残保留4個）：22% | 10R（時短596回+残保留4個）：6% 10R（時短80回+残保留4個）：44% 4R（時短596回+残保留4個）：6% 4R（時短80回+残保留4個）：44%  | 10R（時短296回+残保留4個）：10% 10R（時短45回+残保留4個）：40% 5R（時短296回+残保留4個）：5% 5R（時短45回+残保留4個）：45% |                         |                         |
| 大当たり出玉         | 大当たり出玉         | 10R：1360個 6R：760個 4R：460個                                                                                                | 10R：1270個 6R：710個 4R：430個                                                                                            | 10R：820個 7R：550個 5R：370個                                                                                             |                         |                         |
| リミット             | リミット             | なし | なし | なし |                         |                         |
| 電サポ               | a時短                | 通常大当たり終了後10000回+残保留4個・80回+残保留4個・30回+残保留4個                                                            | 通常大当たり終了後596回+残保留4個・80回+残保留4個・30回+残保留4個                                                          | 通常大当たり終了後296回+残保留4個・45回+残保留4個・15回+残保留4個                                                          |                         |                         |
| 電サポ               | b時短（遊タイム）    | なし | 大当たり間599回転消化後759回+残保留4個                                                                                     | 大当たり間299回転消化後379回+残保留4個                                                                                     |                         |                         |
| 保留の数             | 保留の数             | 上始動口4個+下始動口4個 | 上始動口4個+下始動口4個 | 上始動口4個+下始動口4個 | 上始動口4個+下始動口4個 | 上始動口4個+下始動口4個 |
| 保留の優先消化       | 保留の優先消化       | 下始動口優先 | 下始動口優先 | 下始動口優先 | 下始動口優先            | 下始動口優先            |